# Сёдзё (аниме)
Сёдзё (яп. 少女 сё:дзё, «девушка»; [ɕó̞ꜜò̞d͡ʑò̞]) — аниме и манга, рассчитанные на девушек от младшего школьного до университетского возраста. В центре сюжета, как правило, находится девочка или девушка и вопрос её становления как личности, часто присутствуют любовные отношения разной степени близости, большое внимание уделяется развитию образов персонажей, мужские персонажи очень красивы, благородны, храбры и самоотверженны («бисёнэны»). Характерной чертой визуального ряда сёдзё часто бывает большая условность рисунка — либо гротескно-юмористическая, либо утончённо-романтическая. Из-за этих особенностей на Западе и в России сёдзё называют «жанром» или «стилем».
Почитатели аниме и манги иногда определяют как «сёдзё» любые произведения, обладающее специфическими чертами сёдзё-работ, например, романтические аниме или те, где в центре сюжета находятся женские персонажи (как в сэйнэн-сериале Azumanga Daioh). Этот вопрос подробно разбирает исследователь Мэтт Торн в статье «Что такое сёдзё-манга и чем она не является» (англ. What Shōjo Manga Are and Are Not), где даёт следующее определение: «Сёдзё-манга — это манга, которая публикуется в сёдзё-журналах (как их определяют сами издатели)».

## Этимология
Японское слово «сёдзё» переводится как «дева», «девица» или «девушка». Оно было заимствовано из китайского языка в VII веке и произошло от шао нюй (кит. 少女, пиньинь shào nǚ) с тем же значением. В китайском данное слово обозначает женщин от 17 до 29 лет, в японском иероглифы относились в первую очередь к девушкам от 7 до 18 лет. В настоящее время в официальных документах «сёдзё» означает всех молодых девушек, не достигших 20 лет. В разговорном языке этим словом называют всё, что так или иначе касается девушек школьного возраста: сёдзё-манга, культура сёдзё, сёдзё-романы, сёдзё-мода и так далее.

## Сёдзё-издания в Японии
Сёдзё-манга публикуется в специальных журналах, рассчитанных на женскую аудиторию. Первым из таких журналов стал основанный в 1903 году «Мир девушки» (яп. 少女界 Сёдзё кай), за которым последовали Shojo Sekai (яп. 少女世界 Сёдзё сэкай, «Мир девушки», 1906) и «Друг девушки» (яп. 少女の友 Сёдзё но томо, 1908).
В настоящее время тематические сёдзё-журналы выпускаются крупнейшими издательствами Японии: Shueisha, Shogakukan, Hakusensha и другими. С 1950-х годов по настоящее время выходят журналы Ribon и Nakayoshi (издательство Kodansha). В 1960-х появились Margaret и Bessatsu Margaret, Shojo Comic, Shojo Friend. В 1970-х годах возникли литературный журнал Cobalt, манга-журналы Ciao, Betsucomi, Hana to Yume и LaLa, Princess. В 1980-х и 90-х годах от Ribon отделился Ribon Original (прекратил существование в 2006 году), начали издаваться Asuka, Cookie, Cheese!.
В начале 1990-х годов журналы для девушек, как Bessatsu Margaret, выходили тиражами более миллиона копий, а тираж Ribon составлял более двух миллионов копий. В настоящее время растущая популярность сёнэн среди читателей обоих полов привела к падению популярности сёдзё-журналов. Количество изданий уменьшается, и даже некоторые старейшие издания находятся на грани закрытия.
| Название          | Тираж (данные 2004 года) | Тираж (данные 2005 года) | Тираж (данные 2006 года) | Тираж (данные 2007 года) | Тираж (данные 2009 года) | Первый номер |
| ----------------- | ------------------------ | ------------------------ | ------------------------ | ------------------------ | ------------------------ | ------------ |
| Ciao              | 1,065,000                | 1,033,333                | 1,008,500                | 982,834                  | 815,455                  | 1977         |
| Nakayoshi         | 457,083                  | 457,500                  | 418,500                  | 400,000                  | 306,667                  | 1954         |
| Ribon             | 729,167                  | 537,500                  | 400,000                  | 376,666                  | 274,167                  | 1955         |
| Bessatsu Margaret | 378,333                  | 355,833                  | 325,000                  | 320,000                  | 275,834                  | 1964         |
| Hana to Yume      | 300,416                  | 295,208                  | 289,375                  | 226,826                  | 226,542                  | 1974         |
| RunRun            | 216,666                  | 200,000                  | 198,333                  | 163,334                  | 154,584                  | 1982         |
| Shojo Comic       | 218,333                  | 208,334                  | 190,000                  | 181,666                  | 151,667                  | 1967         |
| Margaret          | 209,565                  | 173,913                  | 162,826                  | 177,916                  | 112,827                  | 1963         |
| LaLa              | 166,750                  | 173,583                  | 171,750                  | 170,833                  | 178,667                  | 1976         |
| Cheese!           | 174,833                  | 155,833                  | 148,167                  | 144,750                  | 117,667                  | 1996         |
| Cookie            | 203,333                  | 204,167                  | 228,334                  | 200,000                  | 165,000                  | 1999         |
| Bessatsu Friend   | 203,333                  | 190,417                  | 167,834                  | 109,334                  | 100,834                  | 1965         |

## История

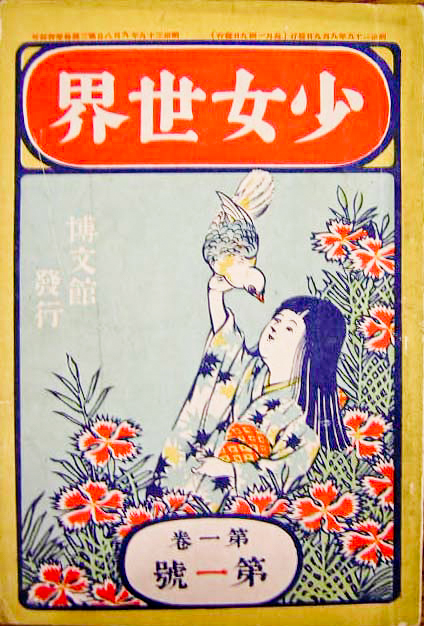
Обложка первого номера Shojo Sekai, одного из первых сёдзё-журналов.

В начале XX века в первых сёдзё-журналах («Мир девушки», «Друг девушки», Shojo Sekai) начали печатать простую одностраничную мангу. К 1930-м годам юмористические манга-вставки стали неотъемлемой частью большинства издаваемых на тот момент журналов. Наиболее популярной была «Курукуру Куруми-тян» (яп. くるくるクルミちゃん Kurukuru Kurumi-chan) Кацудзи Мацумото, публиковавшаяся на страницах «Друга девушки» в 1938 году. Во времена Второй мировой войны комиксы стали пропадать из печати, так как, предположительно, их считали излишне легкомысленными для того времени. Послевоенная манга, в частности, очень популярная Anmitsu Hime от Сёсукэ Кураканэ, продолжала довоенные традиции. Однако революция в мире манги, произведённая Осаму Тэдзукой, привела к тому, что в сёдзё появился полноценный, порой драматический, сюжет. Особенно заметно это стало после огромного успеха «Принцессы-рыцаря», которая выходила в журнале «Shoujo Club». «Рыцарь с ленточкой» повествовала о приключениях девушки, переодевающейся рыцарем, чтобы совершать разнообразные подвиги.
В 1960-х годах большинство авторов сёдзё были мужчинами. Некоторые, как Тэцуя Тиба, считали свою работу временной и искали возможность переключиться на мангу для юношей — сёнэн. Женщинам же в те годы было сложно найти работу в индустрии манги.
Поначалу и персонажами, и читательницами данной продукции были девочки предподросткового возраста, поэтому о романтической любви между персонажами не могло быть и речи, если только действие не происходило в вымышленном мире (как в «Принцессе-рыцаре») или другом времени. Героиней манги, как правило, становилась молодая невинная девочка, оторванная от семьи и сталкивающаяся с различными трудностями, а затем встречающая доброго и красивого героя-спасателя и воссоединяющаяся с близкими. Но возраст читательской аудитории рос. В середине 1960-х одна из немногих мангак-женщин Ёсико Ниситани начала создавать любовные истории о современных ей японских подростках, что повлекло кардинальную трансформацию сёдзё. Между 1950-ми и 1970-ми годами в Японии сформировались две большие группы читателей и, соответственно, два типа манги, направленных на разные целевые аудитории: сёнэн для юношей и сёдзё для молодых девушек.
В 1966 году студия «Тоэй дога» выпустила первое сёдзё-аниме «Ведьма Салли», основанное на манге Мицутэру Ёкоямы. «Ведьма Салли» стала не только первым сериалом для девочек, но и первым сериалом о «девочках-волшебницах» (яп. 魔法少女 махо: сё:дзё). Сюжет в произведениях данного жанра связан с превращениями главной героини или с высвобождением каких-либо её скрытых способностей. Himitsu no Akko-chan (1962) определила основные стереотипы жанра: героиня получает магические или сверхъестественные силы через «специальный предмет», кроме того, у неё есть маленький волшебный помощник, обычно животное.
Между 1969 и 1971 годами появилось большое количество женщин-мангак, снова внесших перемены в содержание манги для девушек. Часть авторов, включая Хагио Мото, Юмико Осиму и Кэйко Такэмию, экспериментировали с формой и тематикой. Они образовали «Союз 24 года», названный так потому, что многие члены группы родились в 24 году периода Сёва (1949). Участники «Союза 24 года» принесли сёдзё популярность и создали новые жанры аниме и манги, в частности, сёнэн-ай. Возникновение сёнэн-ая, описывающего гомосексуальные отношения между юношами, связано с тем, что традиционная японская культура считала недопустимым для девушки инициировать романтические отношения, потому в качестве героя-инициатора был введён молодой человек, имеющий женственную внешность и соответствующий характер. Другие художницы — Риёко Икэда, Юкари Итидзё и Сумика Ямамото — получили международное признание благодаря таким хитам, как The Rose of Versailles, Designer и Ace o Nerae. С середины 1970-х годов и до наших дней создателями сёдзё являются преимущественно женщины.
В последующие годы из сёдзё, кроме махо-сёдзё, выделились и другие жанры: историческая и романтическая манга, фэнтези, яой, научная фантастика. Сформировалась отдельная целевая аудитория, рассчитанная для читательниц старшего возраста — дзёсэй, целевой аудиторией которого являются молодые женщины от 18 до 25 лет.